# Operation Flashpoint (Computerspielreihe)
| Spiel                                 | Metacritic |
| ------------------------------------- | ---------- |
| Operation Flashpoint: Cold War Crisis | 85/100     |
| Operation Flashpoint: Red Hammer      | –          |
| Operation Flashpoint: Resistance      | 77/100     |
| Operation Flashpoint: Dragon Rising   | 77/100     |
| Operation Flashpoint: Red River       | 69/100     |

Operation Flashpoint ist eine Reihe von Militärsimulationen des britischen Publishers Codemasters. Das erste Spiel der Reihe, Operation Flashpoint: Cold War Crisis, wurde von Bohemia Interactive entwickelt und am 22. Juni 2001 von Codemasters für Windows veröffentlicht. Im Jahr darauf erschienen die Erweiterungen Red Hammer und Resistance. Ein von Codemasters selbst entwickelter Nachfolger erschien 2009 mit Operation Flashpoint: Dragon Rising, dessen Fortsetzung 2011 mit Operation Flashpoint: Red River. Die seit 2006 erscheinende Spielreihe Arma von Bohemia Interactive gilt als geistiger Nachfolger der ersten Operation-Flashpoint-Titel.